# Minami
Minami (美波町?) è una cittadina giapponese della prefettura di Tokushima.

## Amministrazione

### Gemellaggi
- Cairns